# Giorgio Pellini
Giorgio Pellini (* 20. Juli 1923 in Livorno; † 14. Juni 1986 ebenda) war ein italienischer Fechter.

## Erfolge
Giorgio Pellini wurde mit der Florett-Mannschaft 1949 in Kairo und 1950 in Monte Carlo Weltmeister sowie 1947 in Lissabon und 1951 in Stockholm Vizeweltmeister. Im Einzel gewann er seine einzige Medaille 1949 in Kairo mit Silber. Er nahm an zwei Olympischen Spielen teil: bei den Olympischen Spielen 1948 in London erreichte er mit der Mannschaft ungeschlagen die Finalrunde, in der die italienische Equipe sämtliche Partien außer die gegen Frankreich gewann und damit den zweiten Platz belegte. Neben Edoardo Mangiarotti, Saverio Ragno, Manlio Di Rosa, Giuliano Nostini und Renzo Nostini erhielt er somit die Silbermedaille. 1952 wiederholte er in Helsinki diesen Erfolg mit der Florett-Mannschaft, zu der dieses Mal Giancarlo Bergamini, Edoardo Mangiarotti, Renzo Nostini, Manlio Di Rosa und Antonio Spallino gehörten. Erneut erwies sich lediglich die französische Mannschaft als zu stark. Pellini belegte auch mit der Säbel-Mannschaft den zweiten Rang und holte mit Gastone Darè, Roberto Ferrari, Renzo Nostini, Vincenzo Pinton, Mauro Racca hinter Ungarn Silber.